# 2010年亚洲残疾人运动会哈萨克斯坦代表团
2010年亚洲残疾人运动会哈萨克斯坦代表团派出了47名运动员参赛，其中男选手32名，女选手15名。
奖牌榜：
| 名次 | 代表团     | 金牌 | 银牌 | 铜牌 | 总数 |
| ---- | ---------- | ---- | ---- | ---- | ---- |
| 23   | 哈萨克斯坦 | 0    | 2    | 5    | 7    |

## 奖牌获得者

### 银牌
1. 阿努阿尔·艾哈迈托夫：游泳 - 男子50米自由泳 - S13
2. 叶戈尔·布任科：游泳 - 男子100米仰泳 - S13

### 铜牌
1. 卡比拉·阿斯卡罗娃：举重 - 女子44公斤级
2. 斯兰·萨利莫夫：田径 - 男子800米 - T12
3. 阿马纳特·卡尔卡耶夫：田径 - 男子跳远 - F37/38
4. 阿努阿尔·艾哈迈托夫：游泳 - 男子100米自由泳 - S13
5. 亚历山大·罗日诺：游泳 - 男子100米蛙泳 - SB13